# Ester Blenda Nordström

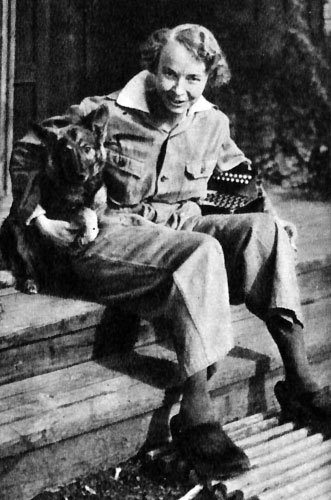
Ester Blenda Nordström um 1930

Ester Blenda Elisabet Nordström (* 31. März 1891 in Stockholm; † 15. Oktober 1948 ebenda) war eine schwedische Journalistin und Schriftstellerin. Sie war eine der ersten Journalisten, die sich der Methoden des investigativen Journalismus bediente. Bekannt wurde sie 1914, nachdem sie einen Monat als Magd gearbeitet und eine Reportage über ihre Erfahrungen veröffentlicht hatte.

## Leben und Leistungen
Ester Blenda Nordström arbeitete von 1911 bis 1917 als Journalistin (unter dem Pseudonym Bansai) beim Svenska Dagbladet. 1914 nahm sie eine Stelle als Magd in einem Hof in Södermanland an und berichtete von ihren Erfahrungen in der mehrteiligen Reportage En månad som tjänsteflicka på en gård i Södermanland („Ein Monat als Dienstmagd auf einem Hof in Södermanland“). Sie dokumentierte ihre Erlebnisse auch in einem Buch, En piga bland pigor („Eine Magd unter Mägden“), das ein großer Erfolg, in mehreren Ausgaben veröffentlicht und 1924 verfilmt wurde.
Nordström arbeitete auch in weiteren Bereichen als investigative Journalistin. Sie war einen Sommer lang Lehrerin im nordschwedischen Sápmi und wohnte in einer samischen Gemeinschaft. 1922 fuhr sie als Passagierin der dritten Klasse nach New York City und arbeitet als Kellnerin und Küchenhilfe. Später fuhr sie per Anhalter durch die Vereinigten Staaten. Ihre Erfahrungen wurden in dem Buch Amerikanskt („Amerikanisch“) veröffentlicht.
Von 1925 bis 1929 war Nordström mit dem Entomologen René Malaise verheiratet und erforschte gemeinsam mit ihm die Kamtschatka in der damaligen Sowjetunion. Sie wohnten zwei Jahre lang in einem Dorf; Nordström schrieb das Buch Byn i vulkanens skugga („Das Dorf im Schatten des Vulkans“).
Vermutlich war Ester Blenda Nordström lesbisch (was zu der damaligen Zeit strafbar war und als Krankheit galt) und ihr Leben lang in einer Beziehung mit Carin Frisell.
Auch als Kinderbuchautorin war Nordström eine Pionierin. Die Hauptfigur Ann-Mari Lindelöf erinnert an Nordström selbst, unter anderem durch ihr soziales Engagement. Die Bücher beschreiben die Entwicklung des jungen Mädchens zur Selbstständigkeit, statt ein Leben mit Heirat als Ziel, wie es sonst üblich war. Die Bücher wurden von Birgitta Kicherer ins Deutsche übersetzt.

## Veröffentlichungen (Auswahl)
- 1916 Kåtornas folk. Lapparne och deras land Stockholm: Wahlström & Widstrand
  - deutsch 1927 Das Volk der Zelte. Ein Sommer in Lappland Berlin: A. Scherl